# Borta med vinden
Borta med vinden (originaltitel: Gone with the Wind) är en roman av Margaret Mitchell som publicerades 1936, på svenska utkom den 1937 i översättning av Maj Almquist Lorents. Boken utspelar sig under det amerikanska inbördeskriget. Titeln skall Margaret Mitchell ha hämtat från ett diktverk av den engelske poeten Ernest Dowson, "Non Sum Qualis Eram Bonae sub Regno Cynarae".

## Centrala rollfigurer
- Katie Scarlett O'Hara, irländaren Gerald O'Haras rättframma och stolta äldsta dotter. Uppvaktas av många män, men önskar hela tiden att hon vore gift med Ashley Wilkes.
- Kapten Rhett K. Butler, en av Scarletts många beundrare samt tredje make, charmig men med ett visst rykte.
- Major George Ashley Wilkes, galant sydstatsherre som Scarlett är kär i, men som gifter sig med sin kusin Melanie.
- Melanie (Hamilton) Wilkes, Ashleys hustru och kusin. Hon är en ödmjuk, stillsam och älskvärd sydstatsdam.

## Tema och kritik
Borta med vinden är en romantiserad kalkering av 1800-talets storromaner, som till exempel Tolstojs Krig och fred, men saknar förlagornas psykologiska karaktärsteckning, nyskapande och aktuella idéstruktur. De centrala rollfigurerna, den företagsamma Scarlett O'Hara (som Margaret Mitchell först döpt till Pansy O'Hara men förläggaren ändrade förnamnet innan romanen publicerades) och den demoniske Rhett Butler, motsvarar de vanliga klichéer som förekom i 1800-talsromanernas berättelseflora. Borta med vinden vann Pulitzerpriset 1937. Den är en av de mest välkända amerikanska romanerna.

### Kritik mot romanen
Romanen har kritiserats för att ge en idealiserad bild av Sydstaterna och slaveriet. Den har ansetts vara en viktig del av Lost cause-myten vilken bygger på föreställningen att Sydstaterna stred för en rättfärdig sak mot en övermäktig fiende och att skälet till Sydstaternas förlust snarare berodde på motståndarens tjuvknep än förlust i ärlig strid (jrf. dolkstötslegenden). I myten ingår även föreställningen att kriget rörde den skilda livsstil som utvecklats i Södern, The Southern way of life, snarare än slaveriets avskaffande.
Kritik har vidare riktats mot skildringen av de svarta karaktärerna i romanen. De liknas ofta med djur (hund, gorilla etc). Även skildringen av den lojala och till synes nöjda slaven Mammy har kritiserats för att dels vara förskönande dels en stereotyp. Ku Klux Klan skildras som en organisation som försvarar Söderns kvinnor mot våldsamma svarta män. Rhett Butler och Scarlett O'Hara tar avstånd från organisationen enbart på grund av att den inte är bra för affärerna.

## Filmatisering
Filmen Borta med vinden från 1939, som bygger på boken, satte ett svårslaget publikrekord. Där spelar Clark Gable och Vivien Leigh romanfigurerna Rhett Butler respektive Scarlett O'Hara. Men när Margaret Mitchell själv blev tillfrågad om vem som skulle spela Rhett Butler i filmatiseringen föreslog hon Groucho Marx. Om hon skämtade är ännu oklart.